# Ирглова, Маркета
Ма́ркета И́рглова (чеш. Markéta Irglová; род. 28 февраля 1988 года, Валашске-Мезиржичи, ЧССР) — чешская пианистка, автор песен и актриса.
Ирглова начала играть в возрасте семи лет, когда родители подарили ей пианино и отправили на занятия фортепьянного искусства. Когда ей было девять, отец подарил ей гитару и она тут же начала играть и учить песни на слух. В 2006 году она выпустила первый альбом The Swell Season вместе с вокалистом ирландской рок-группы The Frames Гленом Хансардом, с которым знакома с тринадцати лет.

## «Однажды»
Также в 2006 году Ирглова снялась вместе с Гленом Хансардом в фильме «Однажды» режиссёра Джона Карни. В фильме она не только выступает в роли главной героини, но и является соавтором саундтрека. Фильм послужил началом романа между Иргловой и Хансардом.

## Награды
На фестивале независимого кино «Сандэнс» «Однажды» получил премию зрительских симпатий (Audience Award). Кроме того, за песню к этому фильму (Falling Slowly) Маркета Ирглова была номинирована на Грэмми в категории «Лучшая песня». В 2008 году Ирглова вместе с Гленом Хансардом с той же «Falling Slowly» получили «Оскар» за лучшую песню к фильму.

## Личная жизнь
Роман с Хансардом, который начался во время съёмок фильма «Однажды», завершился в 2009 году. В 2011 году Ирглова вышла замуж за американского звукорежиссёра Тима Айслера, с которым развелась в 2012 году. В 2012 году переехала в Рейкьявик. В настоящее время замужем за исландским музыкальным продюсером Стурла Мио Ториссоном, с которым познакомилась во время записи своего сольного альбома. У супругов трое детей. В 2020 году Ирглова подала прошение об исландском гражданстве.